# Chtoura
Chtoura (en arabe : شتورا, Chtoura) est  une ville libanaise situé dans le caza de Zahlé, dans la fertile vallée de la Békaa qui sépare le Mont-Liban de la chaîne de montagne de   l'Anti-Liban. La ville est située à 44 kilomètres de Beyrouth, à mi-chemin sur la route de Beyrouth - Damas, à une altitude de 910 mètres.
Chtoura est un pôle économique et financier, avec de nombreuses banques et stations de taxis. Les hôtels, et les restaurants sont abondants et permettent au voyageur de faire escale. De Chtoura, le voyageur peut facilement se rendre à Zahlé, Baalbeck, Beyrouth ou Damas. 
C’est aussi une ville réputée pour son Labné et pour l’exportation des boîtes de conserves, du même nom, Chtoura. 
À quelques kilomètres du sud de Chtoura sur la route principale se trouve le village de Tannayal, qui signifie en syriaque « la grâce de Dieu » où se trouve un domaine, maintenant une ferme, qui appartient aux  Pères jésuites depuis 1860. On y élève de la volaille, des chèvres, bovins et toutes sortes d’animaux exotiques. C'est une ferme qui sert d’enseignement pour la faculté de l'agriculture à l'Université Saint-Joseph (à Beyrouth) qui appartient aussi aux  Pères jésuites.  